# Прапор Отаго

Прапор Отаго

Отаго є одним із двох регіонів Нової Зеландії, які офіційно прийняли прапор.
Отаго давно асоціюється з кількома символами та кольорами. Андріївський хрест є одним із таких символів на знак визнання шотландського поселення колишньої провінції. інший символ, використовуваний на оригінальному гербі провінції, — восьмикутна зірка.
Традиційно провінція (як зараз називається регіоном) завжди асоціювалася з синім і золотим кольорами, ці кольори представляють початкову основу Отаго, на багатстві золота, вилученого з річок провінції під час золотої лихоманки 1860-х років. Блакитний також знову згадує прапор Шотландії.
Протягом багатьох років ці кольори можна було побачити в різноманітних дизайнах, призначених для представлення Отаго. Популярні зразки включали прапори, четвертовані синьо-золотим кольором або синіми із золотим Андріївським хрестом. Вертикально розділений дизайн у синьо-золотих тонах зі словом «Otago» білого кольору, вкраплення чорного, також було популярним, і його все ще можна побачити в провінції.
У 2004 році відомий місцевий автор і член регіональної ради Невілл Піт розпочав кампанію з метою визначити дизайн прапора для регіону в цілому (і, зокрема, для використання регіональною радою Отаго).
Дизайн (вибраний наприкінці 2004 року з кількох сотень надісланих робіт) розробив Грегор Маколей.  Дизайн представляє блакитне небо над пагорбами Отаго, розділене зигзагоподібною лінією, подібною до тієї, що є на прапорі головного центру провінції, Данідіна. Дві восьмикутні зірки були взяті з печатки колишньої ради провінції Отаго, і вони також символізують сонце, яке світить над озерами та пагорбами Центрального Отаго. 